# Los Santos de Maimona
Los Santos de Maimona là một đô thị trong tỉnh Badajoz, Extremadura, Tây Ban Nha. Dân số 8.036 người và diện tích 109,02 km².